# Rødt kød
Rødt kød, også kaldet mørkt kød, er især indenfor gastronomi kød, der er rødt i rå tilstand og mørkt i farven når det steges, i modsætning til hvidt kød, som er blegt i farve både før og efter stegning.
Indenfor ernæringsvidenskab er rødt kød defineret som enhver type kød, der har mere myoglobin end hvidt kød, hvor hvidt kød defineres som ikke-mørk kød fra kylling (med undtagelse af lår og) eller fisk. Noget kød, såsom svinekød, er rødt kød ifølge den ernæringsvidenskabelige definition og hvidt kød ifølge den gængse definition.